# Arancia di Ribera
L'arancia di Ribera D.O.P. appartiene al gruppo delle arance bionde ombelicate e gode della Denominazione di origine protetta (D.O.P.),  riconoscimento pubblicato con il Regolamento dell'Unione europea n°95/2011 nella Gazzetta ufficiale dell'Unione europea del 4 febbraio 2011, ai sensi del regolamento (CE) n.510/2006.
È l'unica arancia in Europa ad aver ottenuto il marchio D.O.P.
La sua coltivazione è stata introdotta da ceppi americani negli anni '70 del secolo scorso ed è andata a sostituire le precedenti varietà storiche .

## Storia

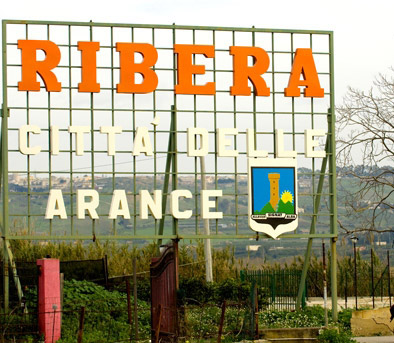
Ribera città delle arance

Con Decreto del Ministero delle politiche agricole alimentari e forestali Paolo De Castro dell'11 gennaio 2008 (Governo Prodi II) fu ottenuta la protezione transitoria nazionale della denominazione,  per la quale fu inviata istanza alla Commissione europea per la registrazione come Denominazione di origine protetta.
Con la pubblicazione sulla Gazzetta ufficiale dell'Unione europea del 26 maggio 2010 l'Arancia di Ribera ottiene il riconoscimento europeo della Denominazione di origine protetta (D.O.P.), ai sensi del regolamento (CE) n.510/2006.
Con il Regolamento dell'Unione europea n°95/2011 del 3 febbraio 2011, pubblicato sulla Gazzetta ufficiale dell'Unione europea del 4 febbraio 2011, si conclude l'iter del riconoscimento,  ai sensi del regolamento (CE) n.510/2006, della protezione della denominazione origine protetta all'Arancia di Ribera.

## Caratteristiche

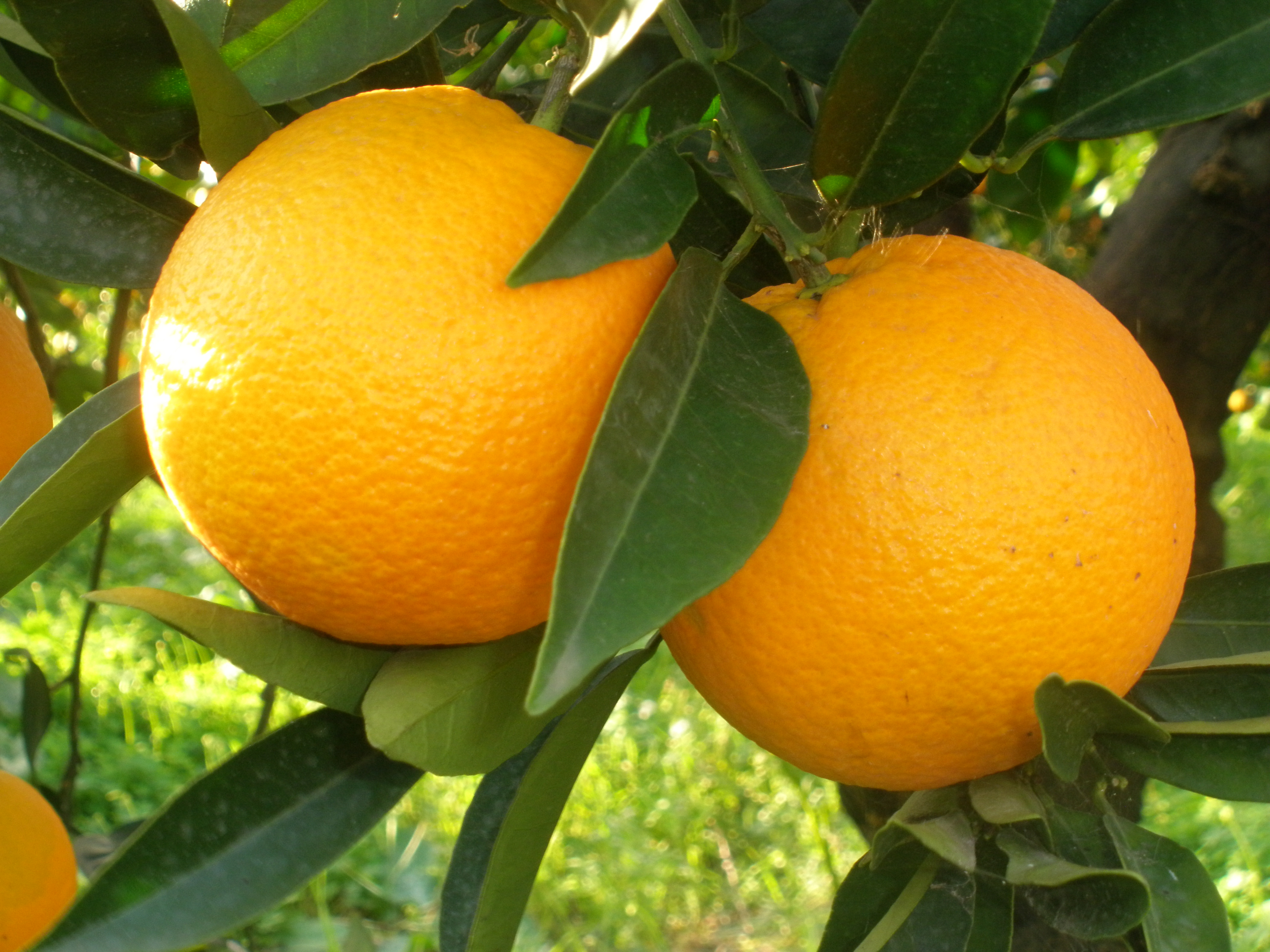
Arance di Ribera.

L'arancia di Ribera presenta le seguenti caratteristiche:
- Colore della buccia: arancio chiaro.
- Superficie: papillata.
- Forma: da sferoidale a ovoidale con ombelico nel polo apicale di grandezza variabile.
- Peso medio: g. 250.
- Buccia: consistente.
- Spicchi: 11 per frutto.
- Polpa: uniformemente arancio, tessitura grossolana e tenera, con vaschette tozze.
- Succo: abbondante, colore arancio chiaro, rapporto zuccheri/acidi = 12,00.
- Semi: assenti.
- Epoca di maturazione: media-precoce da dicembre in poi.

## Varietà

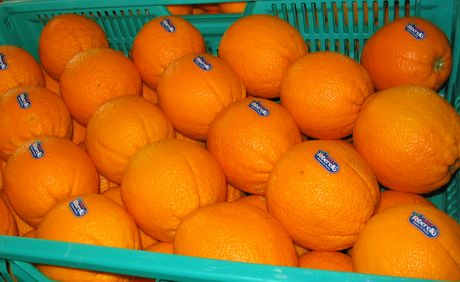
Una cassetta di arance di Ribera

La denominazione D.O.P. è riservata alle produzioni derivanti dalle seguenti varietà:
- Brasiliano con i cloni: 
  - Brasiliano comune
  - Brasiliano risanato
- Washington Navel
  - Washington Navel comune
  - Washington Navel risanato
  - Washington Navel 3033
- Navelina con i cloni: 
  - Navelina comune
  - Navelina risanata
  - Navelina ISA 315.

## Zona di produzione

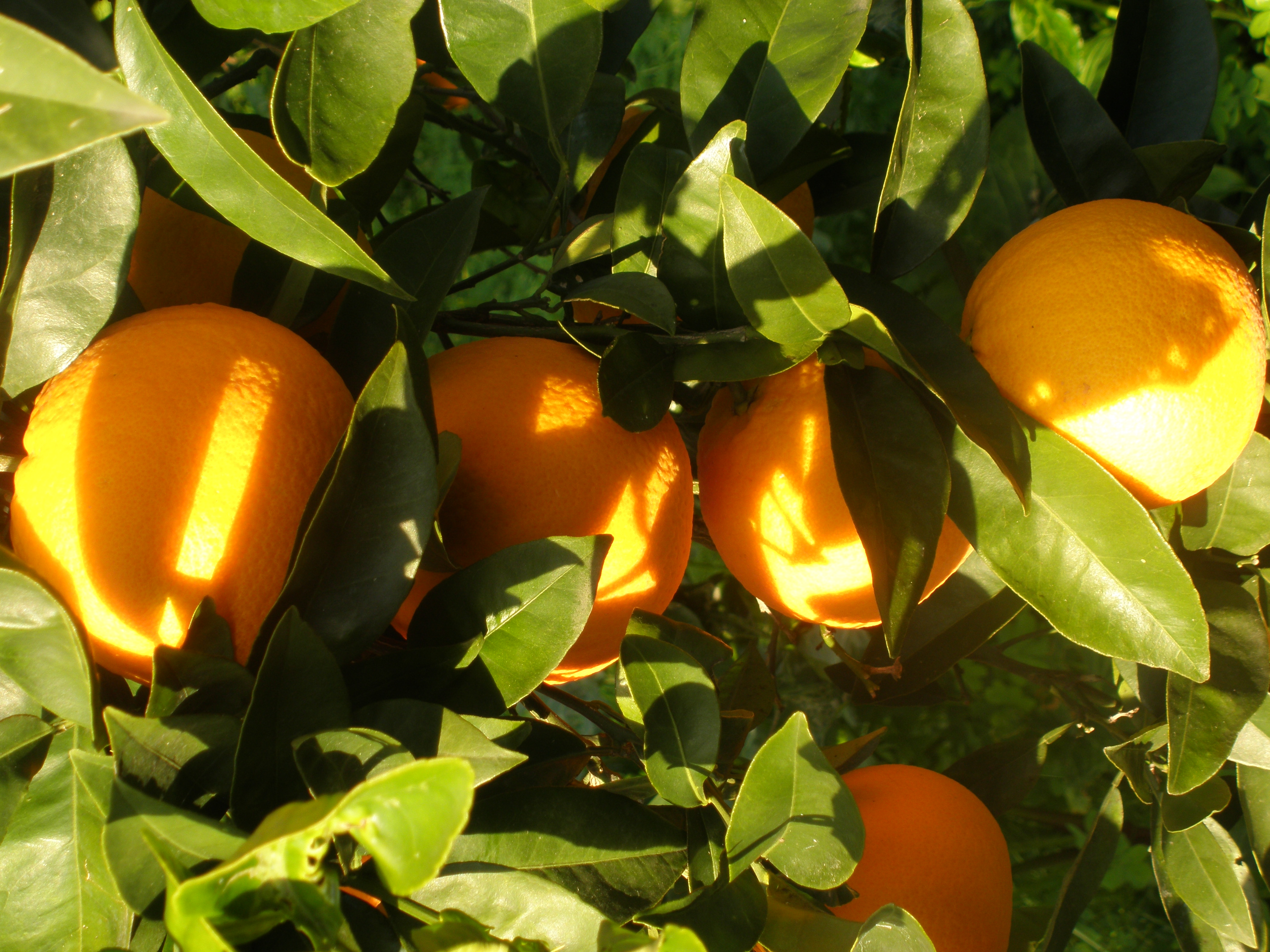
Arance di Ribera.

La zona di produzione dell'Arancia di Ribera comprende il territorio idoneo per la coltivazione dell'Arancia ed è così individuato:
- Provincia di Agrigento - Territorio seguenti comuni: 
  - Bivona
  - Burgio
  - Calamonaci
  - Caltabellotta
  - Cattolica Eraclea
  - Cianciana
  - Lucca Sicula
  - Menfi
  - Montallegro
  - Ribera
  - Sciacca
  - Siculiana
  - Villafranca Sicula
- Provincia di Palermo - Territorio nel comune di 
  - Chiusa Sclafani

## Consorzio di tutela
L'Arancia di Ribera D.O.P. è tutelata dal Consorzio di tutela Arancia Ribera di Sicilia D.O.P. il quale si prefigge di garantire e contraddistinguere il prodotto “Arancia di Ribera”, le sue caratteristiche, la sua provenienza, anche attraverso iniziative promozionali finalizzate ad incentivare la commercializzazione ed il consumo nei mercati nazionali ed esteri, nonché la promozione di forme associative che assicurino una più razionale ed efficiente gestione della commercializzazione.